# Собко Сергій Григорович
Сергій Григорович Собко (нар. 3 січня 1978, м. Кіровоград) — український футболіст, захисник та півзахисник. По завершенні кар'єри перейшов на тренерську роботу.

## Життєпис
Вихованець кіровоградського футболу, перший тренер — Ю. Л. Соколов. З 1991 по 1993 рік навчався в Київському училищі олімпійського резерву. З 1994 року грав на аматорському рівні за знам'янський «Локомотив», колишній фарм-клубом кіровоградської «Зірки». З 1996 року — у складі «Зірки». Дебютував у чемпіонаті України 15 вересня 1996 року, на 73-й хвилині виїзного матчу проти дніпропетровського «Дніпра» змінив Леоніда Федорова. Проте в основному складі команди не закріпився, більше часу проводячи в другій команді клубу, в другій лізі. У 2001 році виступав за сімферопольське «Динамо», після чого завершив професіональну кар'єру. Після закінчення виступів продовжив грати на аматорському рівні.
У 1999 році закінчив факультет фізвиховання Кіровоградського педуніверситету. У 2002 році керував футбольним гуртком в кіровоградському дитячо-юнацькому центрі «Юність». З вересня 2002 року — тренер-викладач кафедри теорії та методики олімпійського і професійного спорту КДПУ імені Володимира Винниченка і тренер університетської команди «Буревісник». У 2006 році захистив кандидатську дисертацію, а в 2010 році отримав звання доцента. З 2008 року — завідувач кафедри фізвиховання та оздоровчої фізкультури КДПУ. У 2012 році призначений керівником науково-методичної групи академії «Зірки».